# Algeria Juniors
Das Algeria Juniors (auch Algeria Junior International genannt) ist im Badminton die offene internationale Meisterschaft von Algerien für Junioren und damit das bedeutendste internationale Juniorenturnier in Algerien. Es wurde erstmals 2017 ausgetragen.

## Die Sieger
| Saison    | Herreneinzel       | Dameneinzel        | Herrendoppel                      | Damendoppel                  | Mixed                               |
| --------- | ------------------ | ------------------ | --------------------------------- | ---------------------------- | ----------------------------------- |
| 2017      | Sifeddine Larbaoui | Veronika Dobiášová | John Riad Omar Yasser Hafez Kamel | Halla Bouksani Linda Mazri   | Sifeddine Larbaoui Linda Mazri      |
| 2018      | nicht ausgetragen  | nicht ausgetragen  | nicht ausgetragen                 | nicht ausgetragen            | nicht ausgetragen                   |
| 2019      | Yousif Alhumairi   | Malak Ouchefoun    | Yousif Alhumairi Muntadher Nabeel | Dounia Naama Malak Ouchefoun | Abderrahim Bouksani Malak Ouchefoun |
| 2020 2024 | nicht ausgetragen  | nicht ausgetragen  | nicht ausgetragen                 | nicht ausgetragen            | nicht ausgetragen                   |